# Brazilský císař
Brazilský císař byl titul panovníků Brazílie v letech 1822 - 1889. Oba panující brazilští císaři byli z dynastie Braganza. Nominálně titul brazilského císaře nyní náleží princi Luísovi Orléans-Braganza z dynastie Orléans-Braganza, který je pravnukem císaře Pedra II.

## Historie titulu

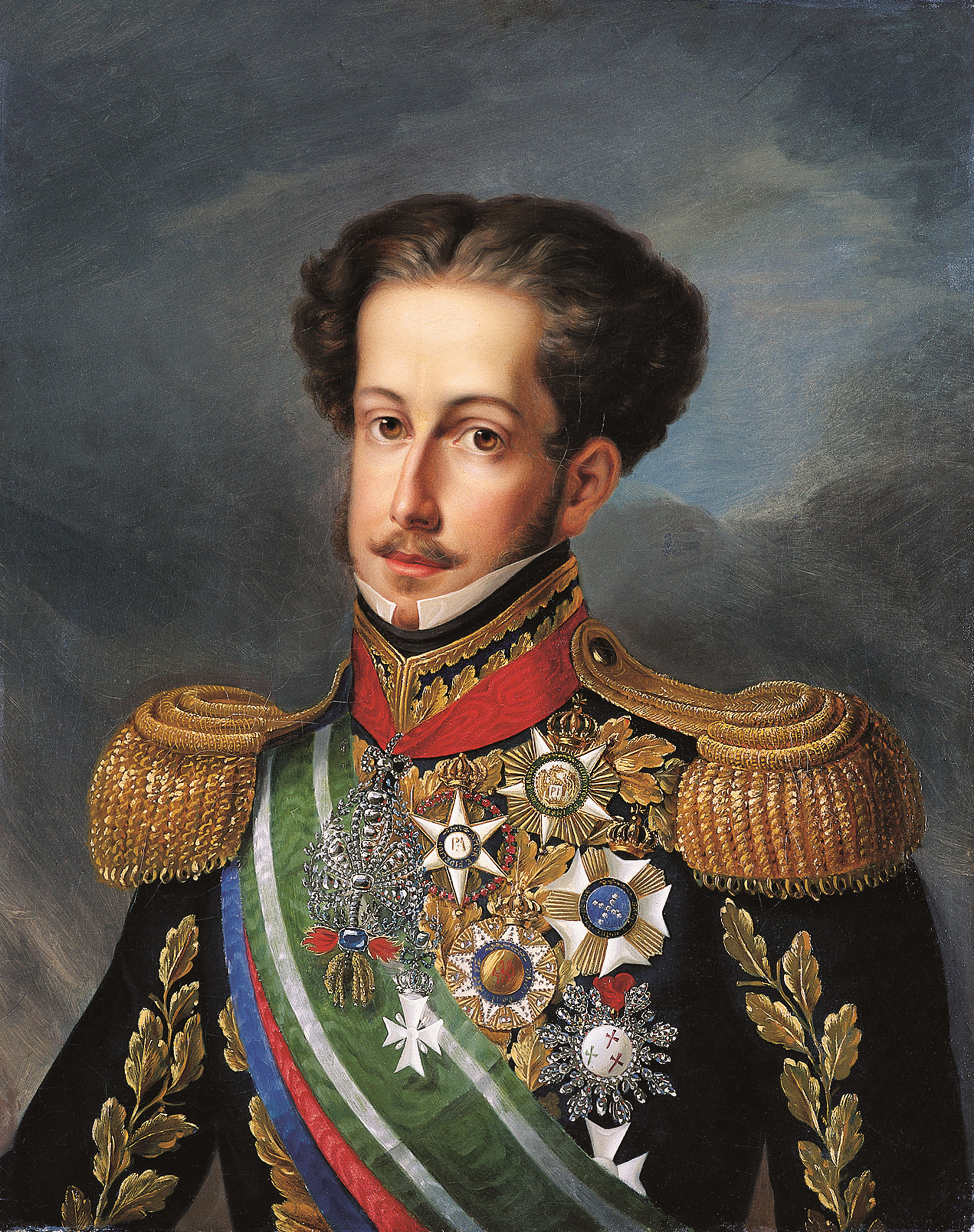
Císař Pedro I.

### UstanoveníBrazilského císařství
Po obsazení Lisabonu vojskem Napoleona Bonaparta uprchl v říjnu 1807 portugalský regent princ Jan spolu s asi 15 000 dvořany do tehdejšího portugalského místokrálovství Brazílie. Po Napoleonově pádu zasedla v Portugalsku prozatímní vláda, která v roce 1820 vyzvala krále Jana VI. k návratu. Ten byl po svém příjezdu nucen uznat novou ústavu, která nastolila konstituční monarchii. Králův syn Dom Pedro zůstal v Brazílii a převzal v ní regentství. V Lisabonu následně cortesy (lidové shromáždění) zrušily rovnoprávnost Portugalska a Brazílie a snažily se obnovit její koloniální status, což v Brazílii vedlo k hnutí za nezávislost, do jehož čela se postavil právě Dom Pedro, jenž byl vždy nakloněn liberálním myšlenkám. 

### Císař Pedro I.
Dom Pedro nakonec vyhlásil nezávislost Brazílie na Portugalsku a 12. října 1822 byl jako Pedro I. prohlášen císařem Brazílie. Titul císaře namísto krále měl zdůraznit rozmanitost Brazílie a částečně napodobit Napoleona, jako liberála a revolucionáře.
V roce 1826 se císař Pedro I. (Petr I.) stal portugalským krále Petrem IV., ale byl donucen k abdikaci ještě téhož roku ve prospěch své sedmileté dcery Marie. V roce 1831 nastala podobná situace v Brazílii, kde byl císař Pedro I. donucen brazilským parlamentem k abdikaci a císařem se stal jeho teprve pětiletý syn Pedro II. Brazilský (1825-1891), který se ovšem vlády oficiálně ujal až v roce 1840, kdy byl brazilským parlamentem prohlášen za plnoletého. Dom Pedro I. byl brazilským císařem 9 let. Za jeho vlády v roce 1828 přišla Brazílie o Uruguay, kvůli válce s Argentinou.

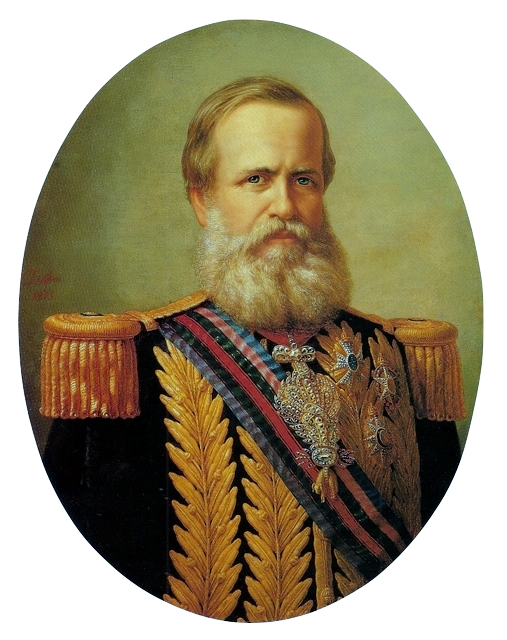
Císař Pedro II.

### Císař Pedro II.
Když byl v roce 1831 dohnán k abdikaci císař Pedro I., stal se císařem tehdy jeho 5letý syn Pedro II., jenž ovšem vlády oficiálně ujal až v roce 1840, kdy byl brazilským parlamentem prohlášen za plnoletého, do té doby za něj vládl regent. 18. července 1841 byl Pedro II. korunován brazilským císařem. Pedro II. vládl jako brazilský císař 49 let. Jako císař přinesl Brazílii ekonomickou stabilitu a pokrok. Na konci jeho vlády bylo v Riu de Janeiru 118 škol. Pedro také podnikal kroky na ukončení otrokářství. Neočekávaně dlouhá a nákladná Paraguayská válka z let 1865-1870 zmenšila jeho popularitu. Vojenský převrat 15. listopadu 1889 svrhnul monarchii. Císař a jeho rodina odešli do exilu v Evropě. Nová brazilská vláda utvořila novou federativní Brazílii po vzoru USA.

## Seznam Brazilských císařů
Dynastie Braganza
- 1822-1831: Pedro I. Brazilský
- 1831-1889: Pedro II. Brazilský - skutečně vládl od roku 1840
  - 1831-1840 regentská rada za nezletilého Pedra II.

### Titulární císařové po roce 1889
Dynastie Braganza a později Dynastie Orléans-Braganza- legitimní větev, oficiální nárok
- 1889-1891: Pedro II. Brazilský
- 1891-1921: Isabela Brazilská
- 1921-1981: Princ Pedro Henrique Orléans-Braganza
- 1981-současnost: Princ Luís Orléans-Braganza